# Fröschendorfer Mühle
Fröschendorfer Mühle ist ein Wohnplatz der Gemeinde Trautskirchen im Landkreis Neustadt an der Aisch-Bad Windsheim (Mittelfranken, Bayern). Fröschendorfer Mühle liegt in der Gemarkung Buch.

## Geografie
Die Einöde liegt am Mühlbach, einem linken Zufluss der Zenn. Der Ort besteht aus einem Wohnhaus (Nr. 13) und acht Nebengebäuden. Ein Anliegerweg führt zur Staatsstraße 2413 (0,3 südwestlich).

## Geschichte
Gegen Ende des 18. Jahrhunderts zählte die Mühle zu Fröschendorf und hatte wie der gesamte Ort die Deutschordenskommende Virnsberg als Grundherrn. Unter der preußischen Verwaltung (1792–1806) des Fürstentums Bayreuth erhielt die Fröschendorfer Mühle die Hausnummer 12 des Ortes Fröschendorf.
Im Rahmen des Gemeindeedikts wurde Fröschendorfer Mühle dem 1808 gebildeten Steuerdistrikt Buch und der 1811 gebildeten Ruralgemeinde Buch zugeordnet. Nach 1885 zählt die Mühle zum Gemeindeteil Fröschendorf. Am 1. Juli 1972 wurde Buch im Zuge der Gebietsreform in Bayern nach Trautskirchen eingemeindet.

## Einwohnerentwicklung
| Jahr      | 001818 | 001836 | 001840 | 001871 | 001885 |
| Einwohner | 7      | 6      | 6      | 12     | 13     |
| Häuser    | 2      | 1      | 1      |        | 1      |
| Quelle    | [ 7 ]  | [ 8 ]  | [ 9 ]  | [ 10 ] | [ 11 ] |

## Religion
Der Ort ist seit der Reformation evangelisch-lutherisch geprägt und bis heute nach St. Laurentius (Trautskirchen) gepfarrt. Die Einwohner römisch-katholischer Konfession sind nach Mariä Himmelfahrt (Sondernohe) gepfarrt.

## Weblink
- Fröschendorfer Mühle in der Ortsdatenbank des bavarikon, abgerufen am 19. August 2021.